# Деч (Толна)
Деч (мађ. Decs) је село у Мађарској, у жупанији Толна. Са површином од 9.500 хектара, највећа је општина округа са највећом административном површином и петим по величини насељеним местом, од једанаест градова који се овде налазе, по територијалном обиму јој претходе само четири.

## Географија

### Локација
Деч се налази у југозападном делу округа Толна, поред Шаркеза, 10 километара западно од Дунава.
Најближа насеља: Ечењ (3 километра северно), Шерпилиш (4 километра југозападно), најближи градови: Сексард (11 километара на северозападу) и Батасек (14 километара на југозападу). Њено административно подручје је такође у додиру са границом Ершекчанад и Баја са истока, Пербељ и Алшоњек са југа и Вардомб и Алшонана са запада.

## Историја
Према Андрашу Ваљиу, „Доња Горња Нана. Два немачка села Толна Варм. Власник Доњег је Религиои Кинстар, који се налази недалеко од Вардомба, и његов огранак, а Горњи има 666Г. Господство Апоније, није далеко од тога, становници су католици и други, усеви су им средње родности, имају довољно пашњака, богатство им је осредње.“
Према Елеку Фењешу, „Алшо-Нана, немачко-рацко-мађарско село, у округу Толна: 8 катх., 363 н. е. стара вера, 643 Августан, 72 уп. лак., са огранком аугустинаца и староверском црквом, где деца из Грабоца врше богослужење. Виноградско брдо је веома лепо. Припада властелинства Батасек. Улична пошта. Батасек.“
Већ у средњем веку је насеље било насељено, први сачувани аутентични помен је из 1494. године (Нана). Године 1553. помиње се као село Шаркези. После протеривања Турака, то је било српско насеље, како му је и некадашњи назив „Рацнана”. После Ракоцијевог рата за независност, први досељеници су стигли 1725. године и основали фарму у тада ненасељеном подручју. Крајем 18. века долазе нове групе, делом из Немачке, делом из околних немачких насеља.
Оба светска рата донела су значајне промене. После првог, око 100 становника српског порекла пресељено је у матичну земљу, ипак, људи који припадају овој националности живе овде све до данас. После Другог светског рата слична је судбина задесила народ немачког говорног подручја. На место расељених дошле су мађарске породице из различитих крајева земље. Данас у Алшонани живи само неколико самопроглашених становника који говоре немачки.
Већина становништва су католици, са мањим бројем реформатора и евангелиста. Евангелистичка црква је подигнута 1864. године. Последњих година реновиран је уз подршку становника који живе у Немачкој, али су расељени из Алшонане, и њихових потомака. Католици су заузели и још увек користе напуштену цркву Раца (Срба) који су били приморани да напусте своје родно село.

## Становништво

### Еволуција становништва између 1870. и 1920. године
| Година | Број становника |
| ------ | --------------- |
| 1870.  | 1.404           |
| 1880.  | 1.428           |
| 1890.  | 1.534           |
| 1900.  | 1.432           |
| 1910.  | 1.522           |
| 1920.  | 1.460           |

### Еволуција становништва између 1990. и 2015.
| Година | Број становника | Број становника | Површин (хектара) |
| ------ | --------------- | --------------- | ----------------- |
| 1990   | 789             | 272             | 1 308             |
| 1991   | 767             | 272             | 1 308             |
| 1992   | 762             | 272             | 1 313             |
| 1993   | 770             | 272             | 1 313             |
| 1994   | 763             | 274             | 1 313             |

| Година | Број становника | Број становника | Површин (хектара) |
| ------ | --------------- | --------------- | ----------------- |
| 1995   | 767             | 274             | 1 313             |
| 1996   | 789             | 274             | 1 313             |
| 1997   | 772             | 275             | 1 313             |
| 1998   | 767             | 277             | 1 313             |
| 1999   | 766             | 277             | 1 313             |

| Година | Број становника | Број становника | Површин (хектара) |
| ------ | --------------- | --------------- | ----------------- |
| 2000   | 746             | 277             | 1 313             |
| 2001   | 777             | 276             | 1 313             |
| 2002   | 760             | 276             | 1 313             |
| 2003   | 728             | 276             | 1 313             |
| 2004   | 750             | 276             | 1 313             |

| Година | Број становника | Број становника | Површин (хектара) |
| ------ | --------------- | --------------- | ----------------- |
| 2005   | 759             | 279             | 1 313             |
| 2006   | 753             | 279             | 1 313             |
| 2007   | 747             | 278             | 1 313             |
| 2008   | 708             | 278             | 1 313             |

Током пописа из 2011. године, 82,4% становника изјаснило се као Мађари, 0,1% као Роми, 0,6% као Немци, 0,3% као Срби и 0,1% као Словаци (17,5% се није изјаснило. Због двоструког идентитета укупан број може бити већи од 100%). 
Верска дистрибуција је била следећа: римокатолици 28,1%, реформисани 6,9%, лутерани 1,3%, гркокатолици 0,4%, неконфесионални 38,9% (24,2% се није изјаснило).